# 路易八世 (巴伐利亞)
路易八世（1403年9月1日—1445年4月13日），被稱為“駝背的”或是被稱為“小路易”來與他的父親區別。維特爾斯巴赫家族成員，巴伐利亞-因戈爾施塔特公爵（1438年—1445年在位）。巴伐利亞-因戈爾施塔特公爵路易七世與第一任妻子拉馬爾什伯爵約翰一世的女兒安妮的長子。
路易八世是路易七世唯一在生的兒子，他的弟弟約翰早殤。1392年巴伐利亞公國分裂時，巴伐利亞公國由斯特凡二世的三個兒子分割為巴伐利亞-因戈爾施塔特公國、巴伐利亞-蘭茨胡特公國和巴伐利亞-慕尼黑公國。在隨後的幾十年中，由此發展的維特爾斯巴赫家族三支系頑固地互相搏鬥，彼此懷有不可調和的仇恨。在這場家庭糾紛中，巴伐利亞-因戈爾施塔特（起初是由斯特凡二世的長子斯特凡三世統治，他於1413年去世後，將公國交給兒子路易七世），而最新成立的巴伐利亞-慕尼黑公國（由斯蒂芬三世的弟弟約翰二世繼承，死後由他的兒子繼承恩斯特和威廉三世兩兄弟共治）。最後是巴伐利亞-蘭茨胡特（在斯蒂芬三世另一兄弟弗里德里希和他的兒子亨利十六世統治。）
以權力意識的方式在這場爭端中脫穎而出，通過他的妹妹法國皇后伊薩博而活躍於歐洲政治高層。試圖在伊薩博皇后的幫助下增強家族的實力，安排路易七世迎娶波旁的安妮。然而，父親與巴伐利亞-慕尼黑和巴伐利亞-蘭茨胡特的堂兄的爭執引起路易七世的日益關注，路易七世於1413年在父親去世後接管巴伐利亞公國分割後的巴伐利亞-因戈爾施塔特領土。路易七世在其妻子去世後於1408年將兒子路易八世帶到巴伐利亞。長達五年的旅途中的麻煩造成對他健康嚴重破壞，即“駝背”。
同時，隨著年齡的增長，路易八世越來越參與政府事務。1416年，他獲得格賴斯巴赫伯爵的頭銜，並在1420年代時，代表父親出國訪問。在1420-22年的巴伐利亞戰爭中，對於父親來說戰況不是很順利，路易八世站在父親的一方，並通過個人調解努力，使父親獲釋。維特爾斯巴赫家族的施特勞賓系斷嗣後，施特勞賓的繼承糾紛對於因戈爾施塔特家族來說是不滿意的，根據1429年普雷斯堡的仲裁，因戈爾施塔特家族只佔了施特勞賓四分之一。 然而，在1439年，路易八世與巴伐利亞-慕尼黑堂兄弟締結新協議，但該協議在1445/47年沒有生效。
父子之間的友好關係在1430年代後期惡化。原因是巴伐利亞公國的和平的觀點分歧（兒子主張與父親相反），但最重要的是父親路易七世偏愛私生的同父異母兄弟維蘭·馮·弗萊伯格而忽視合法的兒子路易八世。路易八世遂於1438年與父親對立 ，不僅與巴伐利亞-慕尼黑公國的繼承人阿爾布雷希特三世結盟，更於1443年，甚至與曾想在康斯坦斯會議殺死父親的堂叔亨利十六世結盟。衝突導致路易八世將其父親囚禁於多瑙河畔諾伊堡。結果，路易八世成為巴伐利亞-因戈爾施塔特公爵，但他於兩年後去世，享年41歲，比他的父親逝世還早了兩年，因此無法長期居住在父親建造的因戈爾施塔特新城堡中。
路易八世於1441年與霍亨索倫家族勃蘭登堡選侯腓特烈一世的女兒瑪格麗特結婚  以換取在1420-22年的巴伐利亞戰爭中割讓給勃蘭登堡侯國的領地。二人結婚後一直沒有孩子，因此，在他父親於1447年去世後，巴伐利亞-因戈爾施塔特公國移交給亨利十六世與巴伐利亞-蘭茨胡特合併。 

## 家庭
路易八世於1441年與霍亨索倫家族勃蘭登堡選侯腓特烈一世的女兒瑪格麗特結婚，但二人一直沒有孩子。